# San Francisco Conservatory of Music
Il San Francisco Conservatory of Music (SFCM) è una scuola di musica con sede a San Francisco, in California.

## Storia
The San Francisco Conservatory of Music è stato fondato nel 1917 da Ada Clement e Lillian Hodghead come scuola di piano "Ada Clement". La sua prima sede fu la casa dei genitori di Lillian, al n. 3435 di Sacramento street. La scuola aprì con tre pianoforti, quattro aule, due lavagne e quaranta studenti.
Diversi anni dopo la fondazione, il nome cambiò in scuola di musica "Ada Clement", ed in seguito, nel 1923, in conservatorio di musica di San Francisco. Nel 1956 il conservatorio si spostò da Sacramento street al n. 1201 di Ortega Street, un ex asilo infantile, dove rimase per cinquant'anni prima di trasferirsi presso il n. 50 di Oak street, nel 2006.

## Struttura
La sede del conservatorio sita nel centro cittadino fu acquisita nel 2000, comprende due edifici preesistenti, ai civici 50 e 70 di Oak street. Il primo edificio è stato restaurato e riconfigurato, mentre l'adiacente n. 70 è stato ricostruito con un design complementare e contemporaneo; congiuntamente si estendono su quasi 73.000 piedi quadrati adibiti a studi acusticamente idonei, sale prove e spazi per gli spettacoli nonché aule, uffici e una biblioteca.

## Presidenti
- Ada Clement e Lillian Hodghead (1917-1925)
- Ernest Bloch (1925-1930)
- Ada Clement e Lillian Hodghead (1930-1951)
- Albert Elkus (1951-1957)
- Robin Laufer (1957-1966)
- Milton Salkind (1966-1990)
- Stephen Brown (1990-1991)
- Milton Salkind (1991-1992) ad interim
- Colin Murdoch (1992-2013)
- David H. Stull[1] (dal 2013)